# Флінстоуни
Це стаття про американський телесеріал, що виходив у 1960—1966 роках. Про фільм, знятий по мотивам даного серіалу у 1994 році див. статтю Флінстоуни (фільм)
«Флінстоуни» (англ. The Flintstones) — американський комедійний мультсеріал, створений Вільямом Ганною та Джозефом Барберою у 1960 році. Серіал розповідає про життя Фреда Флінстоуна та його родини, яка проживає в Бедроку (англ. Bedrock) у гротескній кам'яній добі. Вперше серіал було показано у ефірі американського телеканалу American Broadcasting Company 30 вересня 1960 року. У 1966 році серіал було закрито. Існує також футуристичний аналог цього серіалу — «Джетсони».